# It's Oh So Quiet
It's Oh So Quiet è una canzone di Björk ed è il terzo singolo tratto dall'album Post. È una cover della canzone di Betty Hutton dallo stesso titolo, a sua volta cover di Und jetzt ist es still, brano del 1948 eseguito da Harry Winter e scritto da Hans Lang ed Erich Meder.
Ad ottobre 2018 e a febbraio 2019 la Kinder utilizzò questa canzone per la campagna pubblicitaria delle merendine Colazione Più e viene utilizzata a partire dal settembre 2019 dalle pubblicità della Renault.
Alcuni frammenti del riff di fiati che introduce il ritornello del brano vengono usati da Radio Capital come bumpers pubblicitari.

## Classifiche
| Classifica (1995) | Posizione Massima |
| ----------------- | ----------------- |
| Australia         | 6                 |
| Belgio (Fiandre)  | 28                |
| Belgio (Wallonia) | 20                |
| Finlandia         | 5                 |
| Francia           | 57                |
| Irlanda           | 7                 |
| Islanda           | 1                 |
| Nuova Zelanda     | 28                |
| Paesi Bassi       | 28                |
| Polonia           | 9                 |
| Regno Unito       | 4                 |
| Stati Uniti       | 9                 |
| Svezia            | 29                |